# Погрешно
„Погрешно” је југословенски кратки филм из 1985. године. Режирала га је Ана Каракушевић а сценарио су написали Ана Каракушевић, Александар Милићевић и Татјана Патернек.

## Улоге
| Глумац             | Улога |
| ------------------ | ----- |
| Јасмина Аврамовић  |       |
| Милка Газикаловић  |       |
| Дубравко Јовановић |       |